# Delfynn Delage
Pour les articles homonymes, voir Delage.
Delfynn Delage, née le 12 janvier 1976 à Fourmies, est une actrice pornographique française.

## Biographie
D'abord coiffeuse et hydrothérapeute, Delfynn Delage se lance à l'âge de 22 ans dans le porno, qui l'attire par son côté « trash et esthétique à la fois » . Elle devient vite connue dans le milieu du X français, et travaille pour des réalisateurs comme Gabriel Pontello — avec lequel elle considère avoir véritablement appris le métier — Fred Coppula, Patrice Cabanel, Pierre Moro, John B. Root ou Yannick Perrin, tout en participant à des tournées de shows érotiques en France et en Europe. Elle se fait notamment remarquer en étant l'une des premières actrices françaises à pratiquer des actes comme la double pénétration anale et le fist-fucking, jusque-là surtout présents dans les productions allemandes.  
Au début des années 2000, elle tourne plusieurs films pour les studios américains. Elle travaille également pour des sociétés de productions allemandes, ou pour le suédois Private. En France, on la voit entre autres dans les films de studios comme Blue One ou Marc Dorcel. En 2005, elle obtient l'European X Award de la meilleure actrice au festival international de l'érotisme de Bruxelles. Elle arrête les tournages porno la même année, afin de privilégier sa vie de couple et de famille. Elle continue pendant environ un an à faire des shows dans les salons érotiques, puis arrête définitivement au début de sa grossesse.
En 2007, elle tente une carrière en tant que chanteuse rock, sous le nom de Lena Costa, mais ne remporte pas de succès commercial. En 2010, elle revient devant la caméra pour les besoins du film Infidélité, réalisé par Ovidie. En 2016, elle lance avec son mari le site love-libertin.com, consacré à l'organisation de rencontres libertines,.

## Récompenses
- 2005 : Festival international de l'érotisme de Bruxelles - European X Award de la Meilleure actrice

## Filmographie sélective
- 1998 : L'École de Laetitia 27, de Laetitia
- 1999 : Tranche de Vit
- 2000 : Bourre-moi le mou, de Anita Jyls
- 2000 : Les Garces des étoiles de Cyrille Bara
- 2000 : Hardlander de Cyrille Bara
- 2000 : Les Tontons tringleurs d'Alain Payet
- 2000 : Fiction anal de Cyrille Bara
- 2000 : Agent 7007 de Cyrille Bara
- 2000 : 2000 ans d'amour d'Alain Payet
- 2000 : Halloween X d'Al Capote
- 2000 : L'Emmerdeuse de Fred Coppula
- 2000 : L'Hard fatal de Gabriel Zéro
- 2000 : Private Gold 43: No Sun No Fun de Pierre Woodman
- 2000 : Sexualité: mode d'emploi de Ovidie
- 2000 : XYZ de John B. Root
- 2001 : La Collectionneuse de Fred Coppula
- 2001 : Taxi interdit de Stan Lubrick
- 2001 : Initiations 8 de Vince Vouyer
- 2001 : Balls Deep 3 de Lexington Steele
- 2001 : Up Your Ass 17 (Anabolic)
- 2001 : Simply Makes You Tingle 18: Scared Stiff ! de Robert Madison
- 2001 : Chasing the Big Ones 8 de Lee G. et Jack Napier
- 2001 : Lewd Conduct 10 de Vince Voyeur
- 2001 : Fast Times at Deep Crack High 2 de Stoney Curtis
- 2001 : Le Cagibi de Patrice Cabanel
- 2001 : Max 2 de Fred Coppula
- 2001 : Planet of the Gapes 4 de Tom Byron
- 2001 : Pretty de Robby D.
- 2001 : Young and Tight 2 de Zakk Wylde
- 2002 : Le Père Noël est une pointure
- 2002 : Les Bricoleuses
- 2002 :  Xperiment, de John B. Root
- 2002 : 'The Oral Adventures of Craven Moorehead#13 de Craven Moorehead
- 2002 : 18 salopes à enculer de Gabriel Zéro
- 2002 : À nous les petites infirmières de Yannick Perrin
- 2002 : Explicite de John B. Root
- 2002 : Joker: Fotzenduft und Männerschweiß de Harry S. Morgan
- 2002 : La Cambrioleuse de Fred Coppula
- 2002 : Luxure de Clara Morgane
- 2002 : Maximum Perversum - Arsch auf, ich will kommen de Harry S. Morgan
- 2003 : Private Tropical 5: Paradise Island de Alessandro del Mar
- 2003 : Private Casting X 45: Lenka Juicy Candy Girl de Pierre Woodman
- 2003 : Black Anal Machine 2 de Joachim Kessef
- 2003 : Guilty as Charged
- 2003 : Les anales de la crypte de Giancarlo Bini et Andrea Di Angelo
- 2003 : Les Parisiennes de Yannick Perrin
- 2003 : Les Secrétaires de Yannick Perrin
- 2003 : Mes meilleures copines de Yannick Perrin
- 2003 : SOS dons d'orgasmes de Fabien Lafait
- 2003 : Sous la robe des avocates de Jean-Claude Bauman
- 2003 : Angelmania 2 de Laura Angel
- 2003 : I'm Your Slut de Manuel Ferrara
- 2003 : Infirmières aux gros nichons
- 2003 : La Sulfureuse, de Fred Coppula
- 2003 : Scandale de Fred Coppula
- 2003 : Sexualité, mode d'emploi, d'Ovidie
- 2004 : Private Gold 67: Millionaire de Alessandro del Mar
- 2004 : Rêves de jeunes filles, de Patrice Cabanel
- 2005 : Salopes 3 de Fred Coppula
- 2005 : Fuck Club de Fred Coppula
- 2006 : In Bed with Doc Gynéco de François Regis (Marc Dorcel)
- 2005 : Cum on My Face 1 d'Alessandro del Mar et Frank Thring
- 2005 : La 69e compagnie de Fabien Lafait
- 2006 : Cabaret Sodom Club de François Regis
- 2010 : Infidélité, d'Ovidie

## Autres
- 2009 : Lascars (animation), voix : Cindy - l'actrice de X

## Discographie
Singles
- 2007 : Tu es seul (Essentiel Border Blaster)
- 2008 : Fragile et Bats-toi